# Kozumi Shinozawa
Kozumi Shinozawa ou Kelly Kozumi Shinozawa, née le 30 octobre 1970 à Toyota au Japon, est une mangaka, une dessinatrice japonaise de mangas. Elle dessine les deux premiers volumes de la Bible en manga et reçoit le « prix 2010 de la bande dessinée chrétienne ».

## Biographie
Kozumi Shinozawa naît en 1970 à Toyota près de Nagoya dans la préfecture d'Aichi, au Japon,.
Elle reçoit le « Ribon Manga Grand Award » en 1990 et décide alors de se consacrer aux mangas. Elle poursuit ses études artistiques à Nagoya. Les mangas qu'elle illustre sont d'abord des histoires d'amour, puis des récits de plus en plus sombres.
Kozumi Shinozawa part aux États-Unis pour y étudier le design graphique à Parsons The New School for Design en 2002. Elle y découvre la foi chrétienne au contact d'une amie et par la lecture de la Bible, et demande à recevoir le baptême,. Elle est baptisée en juin 2004, et l'influence chrétienne marque son œuvre à partir de 2005.
Elle accepte avec enthousiasme d'illustrer la Bible en manga, selon un projet soumis par la Société biblique japonaise. Elle dessine en 2006 le premier volet qui en est publié : Manga, le Messie relatif à la vie et à l'enseignement de Jésus, puis elle dessine la suite : Manga, la Métamorphose, sur l'histoire de saint Paul et les Actes des Apôtres,. Lors de leur traduction en français, elle reçoit pour ces deux albums le « prix 2010 de la bande dessinée chrétienne ». Les autres volumes de la série sont illustrés par Ryō Azumi. L'ensemble est traduit en vingt autres langues et publié à plusieurs millions d'exemplaires.
Roland Francart sélectionne Kozumi Shinozawa parmi les « vingt-deux principaux dessinateurs » ayant marqué la période 1994-2017 en bande dessinée chrétienne.

## Albums
Albums traduits en français :
- La Bible Manga, tome 4 : Le Messie, dessins de Kozumi Shinozawa, textes de Hidenori Kumai, octobre 2008, BLF, 280 planches  (ISBN 978-2-910246-39-6).
- La Bible Manga, tome 5 : La Métamorphose, dessins de Kozumi Shinozawa, textes de Hidenori Kumai, septembre 2009, BLF, 283 planches  (ISBN 978-2-910246-56-3).